# Ushi-oni

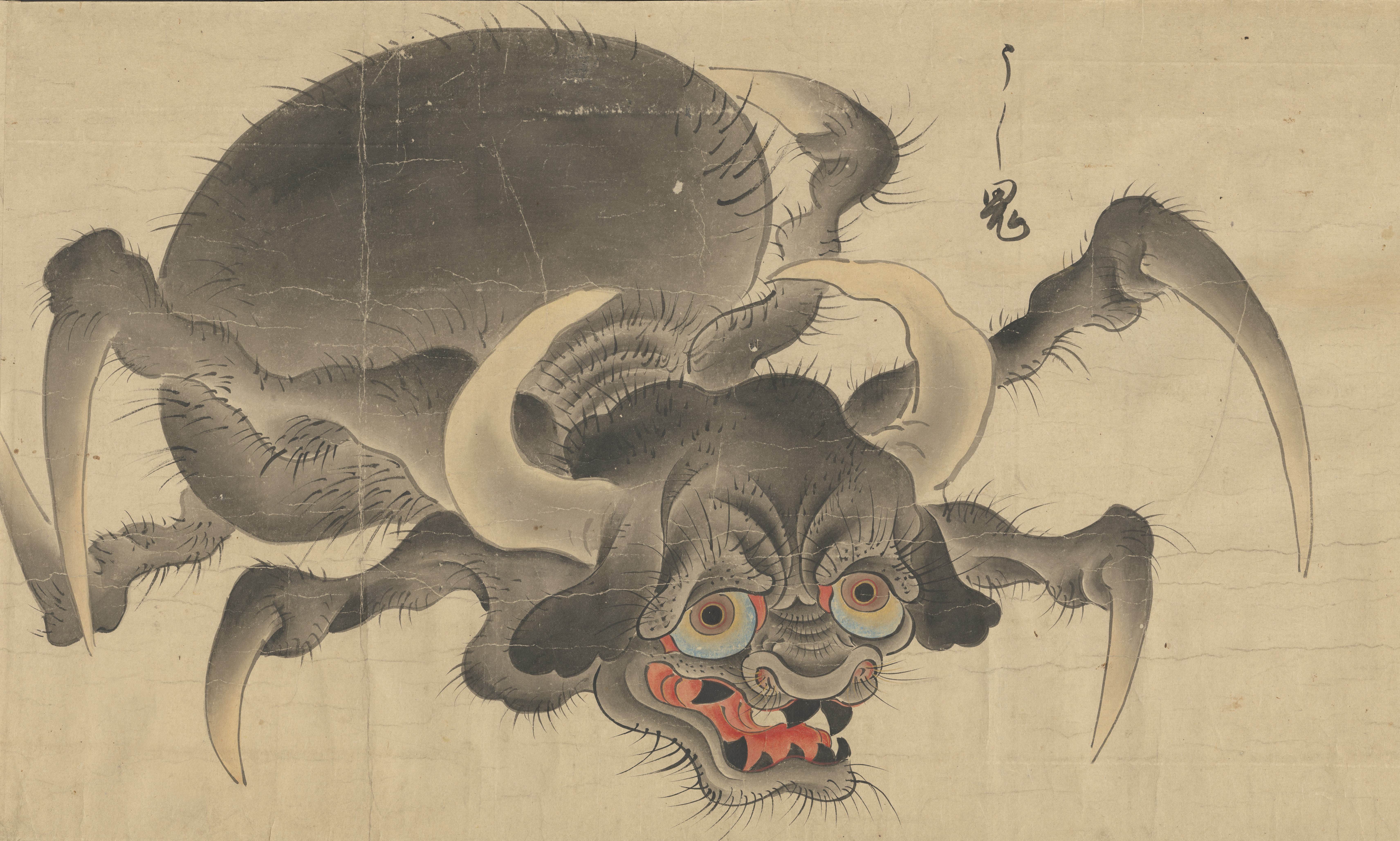
Ein Ushi-oni, wie er im anonym verfassten Bakemono Emaki erscheint.

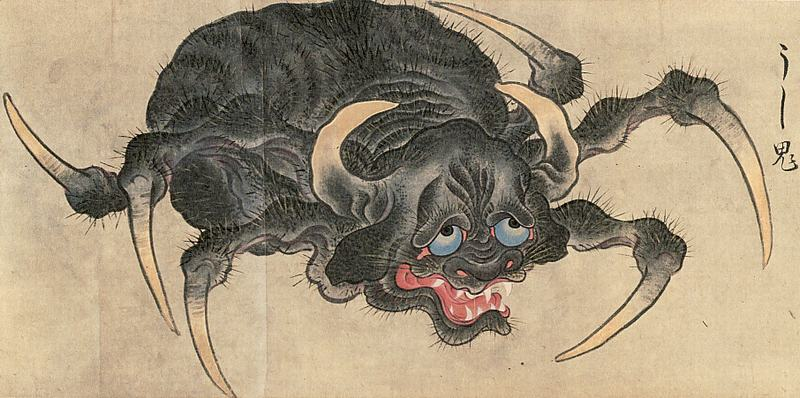
Ein Ushi-oni, wie er in Sūshis Hyakki Zukan erscheint.

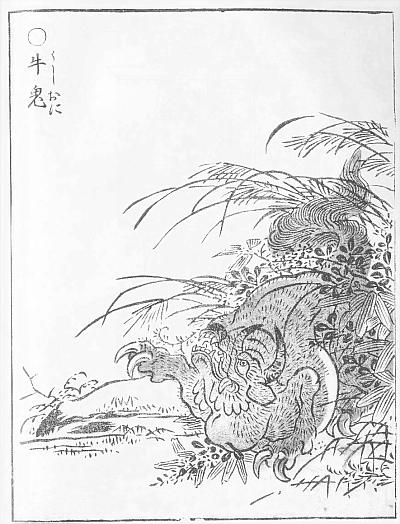
Ein Ushi-oni, wie er in Sekiens Gazu Hyakki Yagyō erscheint.

Der Ushi-oni (牛鬼; wörtlich „Stier-Oni“, „Stier-Dämon“), auch als Ushi-tora (牛虎; „Ochsentiger“) bekannt, ist ein fiktives Wesen aus der japanischen Folklore und gehört zu den Gruppen der Yōkai und Oni. Er wird als gewalttätig und bösartig beschrieben.

## Beschreibung
Der Ushi-oni erscheint besonders in älteren Bildrollen und Malereien als gewaltige Spinne mit Stierkopf, später als Tiger mit Stierkopf oder gänzlich stiergestaltig. Seltener erscheint er als menschenähnlicher Oger mit Stierkopf. Er soll riesengroß sein, die menschliche Sprache beherrschen und kannibalistisch geneigt sein. Er hält sich der Folklore zufolge bevorzugt in Küstennähe oder in schwer zugänglichen Bergregionen auf. Wenn er stampft und springt, soll es Erdbeben und Tsunamis geben, sein Gebrüll soll Gewitter beschwören. Der Ushi-oni ist mit der Nure-onna verheiratet, gemeinsam lauern sie ahnungslosen Strandbesuchern auf. Während die Nure-onna ihrem Opfer eine Baby-Attrappe aufschwatzt, schleicht sich der Ushi-oni von hinten an. Die Baby-Attrappe sorgt dafür, dass das Opfer immer langsamer und schwerer wird und bald darauf nicht mehr fliehen kann. Der Ushi-oni trampelt das Opfer nieder und ertränkt es. Er und Nure-onna verspeisen den Getöteten dann.

## Hintergrund
Die älteste Abbildung eines Ushi-oni findet sich im Emakimono Bakemono Emaki (化物之絵巻; Sammlung von übernatürlichen Wesen) eines unbekannten Autors aus dem Jahr 1706. Eine fast identische Abbildung findet sich im Bilderband Gazu Hyakki Zukan (百怪図巻; Bilderrolle der hundert Monster) des Zeichners und Autors Sawaki Sūshi aus dem Jahr 1737. In beiden Bilderrollen ist der Ushi-oni als Spinne mit Stierkopf abgebildet. Das Emakimono Gazu Hyakki Yagyō (画図百鬼夜行; Nächtliche Prozession von 100 Geistern in Bildern) von Toriyama Sekien aus dem Jahr 1776 zeigt ihn als Ushi-Tora am Ufer eines Sees. Sämtliche Verfasser haben ihren Bildern allerdings keinerlei erklärende Beitexte hinzugefügt – möglicherweise ein Hinweis darauf, dass das Wesen zu ihren Zeiten zwar schon länger bekannt war, sie aber nicht viel darüber zu erzählen wussten. Oder sie dachten, dass es aufgrund des hohen Bekanntheitsgrades des Ushi-oni keiner Erklärung bedürfe.
Im chinesischen und japanischen Buddhismus wird der Ushi-oni unter dem Namen Gozu (牛頭; „Stiergesicht“) als einer der beiden Wächter der Vorhalle zur Hölle beschrieben, der andere ist sein pferdeköpfiger Bruder Mezu (馬頭; „Pferdegesicht“). Beide Oni dienen dem Gott der Hölle, Enma Daiō (閻魔大王; „Großer König Enma“). Sie sollen so stark sein, dass sie sprichwörtlich Berge versetzen können.

## Legenden
Der Ushi-oni ist etwa seit dem frühen 14. Jahrhundert im Volksglauben verbreitet und es gibt Dutzende von Legenden, Sagen und Anekdoten um ihn. Auch im ländlichen Aberglauben spielt er eine große Rolle. Im Folgenden eine Auswahl der bekanntesten Legenden aus drei Präfekturen.

### „Lady Ushi-oni“ und „Seelentrinker“
Aus der Präfektur Wakayama stammen gleich zwei recht ungewöhnliche Sagen. Die erste erzählt von einem jungen Adligen, der an einem Bassin des Flusses Miō nach langer Reise eine Rast einlegte. Da begegnete er einer schönen jungen Dame, die sich ihm als „Herrin des Miō-Bassins“ vorstellte. Der junge Mann ahnte nicht, dass die Dame in Wirklichkeit ein junger Ushi-oni war, der den Adligen eigentlich bloß ein wenig hänseln wollte. Der junge Mann freute sich über nette Gesellschaft und teilte seine Bentō-Box mit dem Yōkai. Der Ushi-oni bekam ein schlechtes Gewissen und verschwand überraschend. Zwei Monate später wurde der junge Mann bei einem Bootsunglück nahe der Küste von den Fluten erfasst und drohte zu ertrinken. Da erschien derselbe Ushi-oni vom Miō-Fluss und rettete den Mann aus Dankbarkeit. Das bedeutete jedoch das Ende für den Ushi-oni, denn eine alte Yōkai-Regel besagt, dass jeder Yōkai, der einen Menschen rettet, diese Welt verlassen muss. Und während der Ushi-oni zu Blut zerfloss, konnte der junge Adlige nur weinend zusehen.
Die zweite Sage handelt von Ushi-oni, die angeblich in den Bergen von Wakayama hausen. Sie lauern ahnungslosen und unvorsichtigen Wanderern und Bergsteigern auf. Sie sollen wie ungewöhnlich große, stattliche Stiere aussehen, aber seltsam hypnotisch schimmernde Augen haben und sprechen können. Sie verleiten ihre Opfer dazu, ihnen tief in die Augen zu blicken. In Trance versetzt, kann der Wanderer nicht mehr fliehen und der Ushi-oni saugt ihm die Seele aus dem Leib, bis das Opfer tot umfällt. Deshalb sind solche Ushi-oni in Wakayama auch als Kage-o nomu (影を飲む; „Der die Seele trinkt“) bekannt und gefürchtet.

### Der Ushi-oni von Uwajima
Eine weitere, sehr bekannte Sage stammt aus der Küstenstadt Uwajima auf der Insel Shikoku in der Präfektur Ehime. Dort litten die Viehbesitzer unter den Attacken eines Ushi-oni. Je mehr Hof- und Farmtiere der Dämon tötete, desto hungriger und wilder wurde er, sodass die Dorfbewohner bald nicht mehr ein noch aus wussten. So baten sie schließlich einen Yamabushi um Hilfe. Dieser asketisch lebende und kampferprobte Einsiedler stellte sich dem Ushi-oni in den Weg und ließ sein Horagai (ein rituelles Schneckenhorn) ertönen. Als der Ushi-oni auf den Yamabushi zustürmte, beschwor der Yamabushi ein besonderes Mantra, das den Dämon zurückwarf. Dann zog er sein Katana und rammte es dem benommenen Ushi-oni genau zwischen die Augenbrauen, tief in die Stirn hinein. Dann schnitt er den sterbenden Dämon in Stücke. Das Blut des Ushi-oni soll sieben Tage und sieben Nächte geflossen sein und einen kleinen Tümpel gebildet haben, der als Ushi-oni fuchi (牛鬼淵; „Ushi-oni-Tümpel“) bekannt wurde. Heute befindet sich an der ungefähren Stelle des Schauplatzes der Warei jinja-Schrein, an dem jedes Jahr am 24. Juli ein besonderes Fest zum Gedenken an den Sieg über den Ushi-oni gefeiert wird.

### Die Kaiserin und der Ushi-oni
Aus der Hafenstadt Setouchi in der Präfektur Okayama stammt folgende Legende: Im Jahr 260 soll die legendäre Kaiserin Jingū die koreanische Halbinsel erobert haben. Während einer der Schlachten erschien vor ihr ein achtköpfiger Stierdämon namens Jinrinki, der sie umgehend attackierte. Die Kaiserin tötete Jinrinki mit einem heiligen Pfeil, woraufhin dessen Körper zersprang und Kopf, Torso und Gesäß mit Schwanz drei Inseln vor Setoushi gebildet haben soll: Kishima (黄島; „Gelbe Insel“), Aoshima (青島; „Blaue Insel“) und Maeshima (前島; „Front-Insel“). Während die Kaiserin von der Schlacht aus Korea zurückkehrte, sann Jinrinkis Geist auf Rache. Er verwandelte sich in einen Ushi-oni und griff Jingū erneut an. In diesem Augenblick eilten die Sumiyoshi Sanjin, die drei großen Kami der Meere, der Kaiserin zu Hilfe. Sie packten den Ushi-oni bei seinen Hörnern und zerschmetterten ihn. Auch sein Körper zerbrach in drei Teile und es wurden drei weitere Inseln geschaffen: Kuroshima (黒島; „Schwarze Insel“), Nagano-koshima (長野小島; „Kleine Insel in der Mitte“) und Hachijō-kojima (八丈小島; „Hachijōs kleine Insel“). Sie sollen heute Schwesterninseln von Hokkaidō sein.
Aus der frühen Kamakura-Zeit, etwa um 1210, stammt das Werk Hachiman gudōkun (八幡愚童訓; Hachimans Lehren für törichte Kinder), verfasst von anonymen Shintō-Priestern, das dem Gott Hachiman gewidmet ist. Darin wird die Schlacht gegen Jinrinki geschildert, hier jedoch dem Kaiser Chūai (Jingūs früh verstorbener Gemahl und Vorgänger auf dem Thron) zugesprochen. Historiker tun sich sowohl mit Jingū als auch mit Chūai als reale Personen schwer. Die wenigen japanischen Chroniken, die ihre Namen erwähnen, sind mit religiös-politischen Legenden ausgeschmückt und vielen historischen Figuren darin wurden posthum Titel zugesprochen, die es zu Lebzeiten der Genannten noch gar nicht gab (zum Beispiel der Titel Tennō).

## Ushi-oni in der traditionellen Kosmologie
In der traditionellen japanischen Kosmologie, Onmyōdō (陰陽道; „Der Pfad des Yin und Yang“), gilt die Himmelsrichtung Nordost als „unglückliche“ Himmelsrichtung. Es heißt, dort befinde sich das mystische Tor Kimon (鬼門; „Dämonentor“), das vom Ushi-oni in seiner Gestalt als Ushi-tora bewacht werde. Wenn der Ushi-oni wütend werde, stoße er das Tor auf und Dämonen würden aus dem Himmel stürzen.

## Der Ushi-oni in der modernen Populärkultur
Die Gestalt des Ushi-oni hat Eingang in die moderne Literatur in Form von Comics und Mangas gefunden, das Wesen erscheint auch in Anime-Serien. In GeGeGe no Kitarō beispielsweise wird dem Titelhelden Kitarō von einem Ushi-oni die Seele gestohlen und der Held vom Dämon erpresst. In der Serie Naruto erscheint ein Ushi-oni als Beschwörung eines gegnerischen Ninja.